# Abscesso
Abcesso (português europeu) ou abscesso (português brasileiro) é um acúmulo de pus que se forma no interior dos tecidos do corpo. Os sinais e sintomas incluem vermelhidão, dor, sensação de calor e inchaço. Quando pressionado, o inchaço pode parecer líquido. A área vermelha muitas vezes prolonga-se para fora do inchaço. Os carbúnculos e os furúnculos são dois tipos de abcesso que muitas vezes envolvem folículos pilosos.
Os abcessos são geralmente causados por uma infeção bacteriana. Em muitos casos, numa única infeção estão envolvidos vários tipos de bactérias. Em muitas regiões do mundo, a bactéria mais comum é a Staphylococcus aureus resistente à meticilina. Os abcessos podem também ser causados por parasitas, embora os casos sejam raros e mais comuns nos países em vias de desenvolvimento. O diagnóstico de um abcesso na pele geralmente tem por base a aparência e é confirmado com uma incisão. As ecografias podem ser úteis nos casos em que o diagnóstico não é claro. Nos abcessos em volta do ânus, a tomografia computorizada permite detectar infeções de maior profundidade.
O tratamento mais comum para a maior parte dos abcessos de pele ou dos tecidos moles consiste numa incisão e drenagem. Em pessoas de outra forma saudáveis, não parece haver qualquer benefício no uso de antibióticos para este tipo de abcessos. Um pequeno número de evidências sustenta que não é benéfico preencher a cavidade resultante da drenagem com gaze. Fechar a cavidade imediatamente após a drenagem, em vez de a deixar aberta, pode acelerar a cicatrização sem aumentar o risco de recorrência do abcesso. Em muitos casos, apenas remover o pus com uma agulha não é suficiente.
Os abcessos da pele são comuns e têm-se tornado ainda mais comuns em anos recentes. Entre os fatores de risco estão o consumo de drogas por via intravenosa, em cuja população a prevalência é de 65%. Nos Estados Unidos, em 2005 os abcessos foram a causa de 3,2 milhões de admissões hospitalares.

## Sinais e sintomas
Os sintomas dependem do órgão ou tecido afetado. No entanto, classicamente temos como manifestações de todo processo inflamatório a dor, calor, rubor e tumefação locais, podendo apresentar perda de função. Os abscessos "maduros" têm flutuação à palpação e a pele que os reveste torna-se mais fina. Têm ocorrência mais comum na pele, mas podem atingir qualquer tecido. Dificilmente há remissão espontânea, com a reabsorção (se pequenos) ou fistulização.
O abscesso pode ocorrer em qualquer região do corpo afetada por um agente piogênico (cérebro, ossos, pele, pulmão, músculos). Porém, existem alguns tipos de maior relevância, seja por sua frequência ou sua gravidade.
Abaixo segue uma lista com alguns dos abscessos descritos pela literatura de saúde:
- Abscesso cutâneo
- Abscesso perianal
- Abscesso peritonsilar
- Abscesso pulmonar
- Abscesso amebiano
- Abscesso Esplênico
- Abscesso da Glândula de Bartholin

## Causas
Os abcessos são geralmente causados por uma infeção bacteriana. Isso ocorre porque durante o primeiro processo de defesa do organismo, conhecido como imunidade inata, há o recrutamento majoritário de neutrófilos, os quais são responsáveis por fagocitar e destruir os antígenos nesta fase da resposta imune. Como resultado dessa atividade dos neutrófilos tem-se o acúmulo de material purulento que em quantidades relevantes e em cavidades não naturais forma o que é definido como abcesso. Já se esse acúmulo ocorrer em cavidades naturais passa a ser definido como empiema.[carece de fontes?]
Em muitos casos, numa única infeção estão envolvidos vários tipos de bactérias.

## Tratamento
Um abscesso, se volumoso, deve sofrer intervenção cirúrgica com o objetivo de aliviar os sintomas e favorecer sua cura. Para drenar um abscesso, o médico deve acessar sua parede para libertar seu conteúdo. Um abscesso de maiores dimensões, pós a drenagem, deixa um amplo espaço vazio (espaço morto), e sofrerá cicatrização por segunda intenção. Costuma ser necessário o uso temporário de drenos artificiais.
O centro necrótico do abscesso não recebe suprimento sanguíneo, está encapsulado e sob condições químicas adversas (baixo pH). Logo, os antibióticos não costumam ser muito eficazes para o tratamento primário. Depois de realizada sua drenagem, antibióticos podem ser administrados para evitar a disseminação do processo infeccioso ou sua recorrência.
A análise microbiológica do material pode guiar a escolha do antibiótico mais eficaz, mas esta muito raramente é necessária (apenas para fins de pesquisa, em casos de maior gravidade ou de falha terapêutica com a adequada drenagem e antibioticoterapia empírica.

## Prognóstico
Um abscesso sem tratamento pode ter resolução espontânea, sendo reabsorvido, formando fístulas (comunicação) para o meio externo ou formando um cisto. Ao fistulizar para cavidades naturais do corpo dá origem a um empiema, mas também pode complicar-se se seu conteúdo atinge a  corrente sanguínea, levando a bacteremia e, nos casos mais graves, sepse.